# PJ 모턴
PJ 모턴(PJ Morton, 피제이 모턴, 1981년 3월 29일 ~ )은 미국 루이지애나주 뉴올리언스 출신의 가수이자 프로듀서, 키보디스트이다.
본래 마룬 5의 투어 구성원이었으나, 2012년에서 2014년까지 일시적 활동 중단을 하였던 제시 카마이클의 대체 구성원으로 활동하다가, 2014년 제시 카마이클이 돌아왔음에도 그와 함께 마룬 5에서 활동하고 있다. 2013년 5월 14일, 영 머니 엔터테인먼트에서 첫 번째 메이저 레이블 데뷔 음반인 New Orleans를 발매하였다.
2014년 그래미상 R&B 부문에 스티비 원더와 함께한 자신의 곡 "Only One"으로 노미네이트되었다.
예명인 PJ Morton에서 PJ는 "Paul Jr."를 뜻한다.

## 음악적 성향
PJ는 비틀즈, 제임스 테일러, 스티비 원더, 도니 하더웨이의 영향을 받았다.

## 마룬 5
2010년 마룬 5의 음악 감독 애덤 블랙스톤(Adam Blackstone)의 권유로 마룬 5의 투어 키보디스트 겸 백 보컬리스트 오디션에 지원하였다. 합격 후 2010년부터 마룬 5의 투어 구성원으로 활동하였다. 2012년에는 마룬 5의 키보디스트 제시 카마이클이 일시적인 활동 중단을 선언하자 그의 자리를 PJ 모턴이 2014년까지 대신하였다.
2014년부터는 본래 키보디스트 제시 카마이클과 함께 6인조가 된 마룬 5에서 활동하고 있다. 2016년에는 PJ 모턴에 이어 투어 구성원 샘 패러 역시 정규 구성원으로 편입되어, 마룬 5는 7인조 밴드가 되었다.

## 사생활
PJ 모턴의 아버지는 미국의 가스펠 가수인 폴 S. 모턴(Paul S. Morton)이며 어머니의 이름은 데브라 브라운 모턴(Debra Brown Morton)이다. 또한 그는 기혼자로 그의 아내의 이름은 코트니 모턴(Kortni Morton)이다.

## 학력
- St. Augustine High School 졸업
- 모어하우스 대학(Morehouse College) 학사; 마케팅 전공. 2003년 졸업.

## 음반 목록

### 정규 음반
- Emotions (2005)
- Walk Alone (2010)
- New Orleans (2013)

### 라이브 음반
- Live From LA (2008)

### EP
- Following My First Mind (2012)

### 싱글
- "Heavy" (Feat. 애덤 리바인, 제임스 밸런타인) (2012)
- "Lover" (Feat. 릴 웨인) (2012)
- "Only One" (Feat. 스티비 원더) (2013)

### PJ 모턴 밴드
- Perfect Song (2007)

## 참조
1. ↑  http://www.interviewmagazine.com/music/discovery-pj-morton/print/
2. ↑  https://news.naver.com/main/read.nhn?mode=LSD&mid=sec&sid1=104&oid=091&aid=0004138896